# 天皇 (朱泚)
天皇（てんこう）は、中国・唐代に反乱を起こし漢を建てた朱泚が使用した元号。
784年。

## 西暦・干支・他元号との対照表
| 天皇 | 元年   |
| 西暦 | 784年  |
| 干支 | 甲子   |
| 唐   | 興元元 |